# Similisciurus
Similisciurus — вимерлий рід ссавців з родини Sciuridae. Викопні рештки знайдено в США (Техас).